# کامسیس
کامسیس (انگلیسی: Comsys) شرکت ساخت‌وساز ژاپنی است، که در سال ۲۰۰۳ تأسیس شد.